# Alphadontidae
Los alfadóntidos (Alphadontidae) son una familia extinta de mamíferos metaterios. Se conocen 12 especies de fósiles norteamericanos clasificadas en cuatro géneros. Todos los hallazgos están datados en el Cretáceo Superior. Los alfadóntidos probablemente eran insectívoros. A veces han sido considerados como subfamilia de la familia Didelphidae.
La familia Alphadontidae pertenece a los Marsupialiformes. Forman un clado con los marsupiales y varios otros grupos del Cretácico norteamericano. La posición de Alphadontidae dentro de Metatheria se muestra en el cladograma mostrado a continuación:
|  | Jaskhadelphys                                                 |
|  |                                                               |
|  | \| \| Andinodelphys \| \| \| \| \| \| Pucadelphys \| \| \| \| |
|  |                                                               |
|  | Andinodelphys                                                 |
|  |                                                               |
|  | Pucadelphys                                                   |
|  |                                                               |

|  | Andinodelphys |
|  |               |
|  | Pucadelphys   |
|  |               |

|  | Jaskhadelphys                                                 |
|  |                                                               |
|  | \| \| Andinodelphys \| \| \| \| \| \| Pucadelphys \| \| \| \| |
|  |                                                               |
|  | Andinodelphys                                                 |
|  |                                                               |
|  | Pucadelphys                                                   |
|  |                                                               |

|  | Andinodelphys |
|  |               |
|  | Pucadelphys   |
|  |               |

|  | Jaskhadelphys                                                 |
|  |                                                               |
|  | \| \| Andinodelphys \| \| \| \| \| \| Pucadelphys \| \| \| \| |
|  |                                                               |
|  | Andinodelphys                                                 |
|  |                                                               |
|  | Pucadelphys                                                   |
|  |                                                               |

|  | Andinodelphys |
|  |               |
|  | Pucadelphys   |
|  |               |

|  | Jaskhadelphys                                                 |
|  |                                                               |
|  | \| \| Andinodelphys \| \| \| \| \| \| Pucadelphys \| \| \| \| |
|  |                                                               |
|  | Andinodelphys                                                 |
|  |                                                               |
|  | Pucadelphys                                                   |
|  |                                                               |

|  | Andinodelphys |
|  |               |
|  | Pucadelphys   |
|  |               |

|  | Jaskhadelphys                                                 |
|  |                                                               |
|  | \| \| Andinodelphys \| \| \| \| \| \| Pucadelphys \| \| \| \| |
|  |                                                               |
|  | Andinodelphys                                                 |
|  |                                                               |
|  | Pucadelphys                                                   |
|  |                                                               |

|  | Andinodelphys |
|  |               |
|  | Pucadelphys   |
|  |               |

|  | Jaskhadelphys                                                 |
|  |                                                               |
|  | \| \| Andinodelphys \| \| \| \| \| \| Pucadelphys \| \| \| \| |
|  |                                                               |
|  | Andinodelphys                                                 |
|  |                                                               |
|  | Pucadelphys                                                   |
|  |                                                               |

|  | Andinodelphys |
|  |               |
|  | Pucadelphys   |
|  |               |

|  | Jaskhadelphys                                                 |
|  |                                                               |
|  | \| \| Andinodelphys \| \| \| \| \| \| Pucadelphys \| \| \| \| |
|  |                                                               |
|  | Andinodelphys                                                 |
|  |                                                               |
|  | Pucadelphys                                                   |
|  |                                                               |

|  | Andinodelphys |
|  |               |
|  | Pucadelphys   |
|  |               |

|  | Jaskhadelphys                                                 |
|  |                                                               |
|  | \| \| Andinodelphys \| \| \| \| \| \| Pucadelphys \| \| \| \| |
|  |                                                               |
|  | Andinodelphys                                                 |
|  |                                                               |
|  | Pucadelphys                                                   |
|  |                                                               |

|  | Andinodelphys |
|  |               |
|  | Pucadelphys   |
|  |               |

|  | Iugomortiferum |
|  |                |
|  | Kokopellia     |
|  |                |

|  | Glasbiidae  |
|  |             |
|  | Pediomyidae |
|  |             |

|  | Iugomortiferum |
|  |                |
|  | Kokopellia     |
|  |                |

|  | Glasbiidae  |
|  |             |
|  | Pediomyidae |
|  |             |

|  | Iugomortiferum |
|  |                |
|  | Kokopellia     |
|  |                |

|  | Glasbiidae  |
|  |             |
|  | Pediomyidae |
|  |             |

|  | Iugomortiferum |
|  |                |
|  | Kokopellia     |
|  |                |

|  | Glasbiidae  |
|  |             |
|  | Pediomyidae |
|  |             |

|  | Jaskhadelphys                                                 |
|  |                                                               |
|  | \| \| Andinodelphys \| \| \| \| \| \| Pucadelphys \| \| \| \| |
|  |                                                               |
|  | Andinodelphys                                                 |
|  |                                                               |
|  | Pucadelphys                                                   |
|  |                                                               |

|  | Andinodelphys |
|  |               |
|  | Pucadelphys   |
|  |               |

|  | Jaskhadelphys                                                 |
|  |                                                               |
|  | \| \| Andinodelphys \| \| \| \| \| \| Pucadelphys \| \| \| \| |
|  |                                                               |
|  | Andinodelphys                                                 |
|  |                                                               |
|  | Pucadelphys                                                   |
|  |                                                               |

|  | Andinodelphys |
|  |               |
|  | Pucadelphys   |
|  |               |

|  | Jaskhadelphys                                                 |
|  |                                                               |
|  | \| \| Andinodelphys \| \| \| \| \| \| Pucadelphys \| \| \| \| |
|  |                                                               |
|  | Andinodelphys                                                 |
|  |                                                               |
|  | Pucadelphys                                                   |
|  |                                                               |

|  | Andinodelphys |
|  |               |
|  | Pucadelphys   |
|  |               |

|  | Jaskhadelphys                                                 |
|  |                                                               |
|  | \| \| Andinodelphys \| \| \| \| \| \| Pucadelphys \| \| \| \| |
|  |                                                               |
|  | Andinodelphys                                                 |
|  |                                                               |
|  | Pucadelphys                                                   |
|  |                                                               |

|  | Andinodelphys |
|  |               |
|  | Pucadelphys   |
|  |               |

|  | Jaskhadelphys                                                 |
|  |                                                               |
|  | \| \| Andinodelphys \| \| \| \| \| \| Pucadelphys \| \| \| \| |
|  |                                                               |
|  | Andinodelphys                                                 |
|  |                                                               |
|  | Pucadelphys                                                   |
|  |                                                               |

|  | Andinodelphys |
|  |               |
|  | Pucadelphys   |
|  |               |

|  | Jaskhadelphys                                                 |
|  |                                                               |
|  | \| \| Andinodelphys \| \| \| \| \| \| Pucadelphys \| \| \| \| |
|  |                                                               |
|  | Andinodelphys                                                 |
|  |                                                               |
|  | Pucadelphys                                                   |
|  |                                                               |

|  | Andinodelphys |
|  |               |
|  | Pucadelphys   |
|  |               |

|  | Jaskhadelphys                                                 |
|  |                                                               |
|  | \| \| Andinodelphys \| \| \| \| \| \| Pucadelphys \| \| \| \| |
|  |                                                               |
|  | Andinodelphys                                                 |
|  |                                                               |
|  | Pucadelphys                                                   |
|  |                                                               |

|  | Andinodelphys |
|  |               |
|  | Pucadelphys   |
|  |               |

|  | Jaskhadelphys                                                 |
|  |                                                               |
|  | \| \| Andinodelphys \| \| \| \| \| \| Pucadelphys \| \| \| \| |
|  |                                                               |
|  | Andinodelphys                                                 |
|  |                                                               |
|  | Pucadelphys                                                   |
|  |                                                               |

|  | Andinodelphys |
|  |               |
|  | Pucadelphys   |
|  |               |

|  | Iugomortiferum |
|  |                |
|  | Kokopellia     |
|  |                |

|  | Glasbiidae  |
|  |             |
|  | Pediomyidae |
|  |             |

|  | Iugomortiferum |
|  |                |
|  | Kokopellia     |
|  |                |

|  | Glasbiidae  |
|  |             |
|  | Pediomyidae |
|  |             |

|  | Iugomortiferum |
|  |                |
|  | Kokopellia     |
|  |                |

|  | Glasbiidae  |
|  |             |
|  | Pediomyidae |
|  |             |

|  | Iugomortiferum |
|  |                |
|  | Kokopellia     |
|  |                |

|  | Glasbiidae  |
|  |             |
|  | Pediomyidae |
|  |             |